# Михіївська сільська рада
Михіївська сільська рада — колишня адміністративно-територіальна одиниця та орган місцевого самоврядування в Городницькому районі Коростенської і Волинської округ, Київської й Житомирської областей Української РСР з адміністративним центром у селі Михіївка.

## Населені пункти
Сільській раді на час ліквідації були підпорядковані населені пункти:
- с. Михіївка

## Населення
Кількість населення ради, станом на 1923 рік, становила 1 109 осіб, кількість дворів — 189.
Кількість населення сільської ради, станом на 1924 рік, становила 1 149 осіб.

## Історія та адміністративний устрій
Створена 1923 року в складі сіл Михіївка, Любтов, Сапожин та колонії Володимирівка Городницької волості Новоград-Волинського повіту Волинської губернії. 7 березня 1923 року увійшла до складу новоствореного Городницького району Житомирської (згодом — Волинська) округи. З 1941 року с. Любтов значиться в підпорядкуванні Анастасівської сільської ради Городницького району Житомирської області. Станом на 1 жовтня 1941 року села Володимирівка та Сапожин не перебувають на обліку населених пунктів.
Станом на 1 вересня 1946 року входила до складу Городницького району Житомирської області, на обліку в раді перебувало с. Крилинськ та хутір Михайлівка.
Ліквідована 11 серпня 1954 року, відповідно до указу Президії Верховної ради Української РСР «Про укрупнення сільських рад по Житомирській області», територію ради та с. Михіївка приєднано до складу Курчицької сільської ради Городницького району Житомирської області.